# Fasces

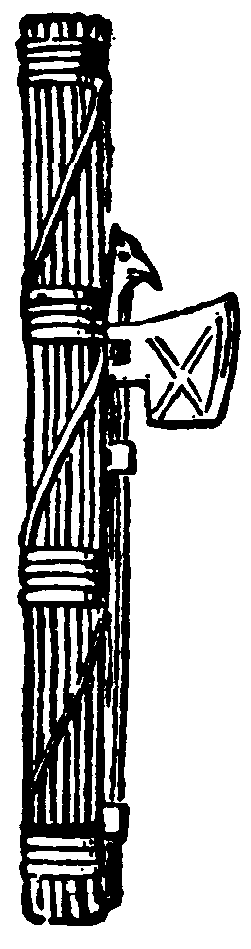
Fasces

Fasces rekonstrukció

A fasces a Római Köztársaság korából eredő hatalmi jelvény, eredete az etruszkokig vezethető vissza. A lictor nevű tisztviselő hordozta bal kézzel tartva és bal vállára támasztva. Arra utalt eredetileg, hogy a lictor által kísért tisztviselőnek jogában állt testi fenyítést alkalmazni, ugyanakkor a lictorok figyelmeztették a járókelőket a magistratus személyével szembeni kötelező tiszteletadásra. Minél több lictor kísérte a hivatalnokot, annál magasabb beosztást jelzett. A kísérő lictorok száma egytől tizenkettőig terjedt. A császárság korában a császárok előtt haladt tizenkettő, de kivételesen előfordul huszonnégy is.
A fasces maga egy vesszőnyaláb, amelyet piros bőrszíjakkal kötöttek össze. A vesszők a szil- vagy nyírfa fiatal ágai. A nyaláb mellé egy bárdot (latinul: securis) is kötöttek, amelynek éle kilátszott a kötegből. A népgyűléseken a bárdot kivették belőle. Az alacsonyabb rangú magistratus szintén kivette a bárdot, amikor magasabb rangúval találkozott. A bárd használatát a Lex Valeria de provocatione című, i. e. 509-ben hozott törvény tovább korlátozta, amely városokban a provocatio joga fennállt, ott a bárdot nem köthették a fascesbe.
Különleges típusa a fasces laureati, amely borostyán vagy babér díszítésű, és a köztársaság korában az imperatornak kikiáltott győztes hadvezérnek adományozták. A császárkorban a fasces laureati csak a császárt illette meg. A korai császárkorban még előfordult, hogy egy nagy győzelmet elérő hadvezér megkaphatta.
Lictori kíséret az alábbi tisztviselőket illette meg:
- Király (értelemszerűen a királyság korában)
- interrex
- consul
- decemvir
- tribunus militaris
- proconsul
- dictator
- praetor urbanus
- praetor (városokon kívül)
- propraetor (városokon kívül)
- császári legátusok
- Vesta-szüzek

A fasces – mint köztársasági eredetű, de a birodalmi korokban is élő hatalmi jelkép – az újkori politika fasizmus nevű irányzatának névadója, mivel Benito Mussolini ezt választotta mozgalma jelképéül. Ettől kezdve a fasces és a labrüsz fogalmai kissé keverednek.